# Paddys Ranges State Park
Paddys Ranges State Park är en park i Australien. Den ligger i delstaten Victoria, omkring 140 kilometer nordväst om delstatshuvudstaden Melbourne.
Runt Paddys Ranges State Park är det mycket glesbefolkat, med 3 invånare per kvadratkilometer.. Närmaste större samhälle är Maryborough, nära Paddys Ranges State Park. 
I omgivningarna runt Paddys Ranges State Park växer huvudsakligen savannskog. Genomsnittlig årsnederbörd är 690 millimeter. Den regnigaste månaden är juli, med i genomsnitt 87 mm nederbörd, och den torraste är januari, med 20 mm nederbörd.